# کتیبه‌های مشروطیت پیر غار
کتیبه‌های مشروطیت پیر غار، مربوط به دوره قاجار است و در شهرستان فارسان، روستای ده چشمه واقع شده و این اثر در تاریخ ۸ اسفند ۱۳۷۷ با شمارهٔ ثبت ۲۲۷۹ به‌عنوان یکی از آثار ملی ایران به ثبت رسیده است.
سنگ نوشته‌های دوره مشروطیت، به دستور خسروخان سردار ظفر،  سردار اسعد بختیاری و  سردار اسعد سوم بختیاری، مقارن با جنگ جهانی اول بر روی یک تخته سنگ در کوهپایه‌ای از رشته کوه زاگرس حک شد. این کتیبه شرح فعالیتهای مجاهدین بختیاری، برای مبارزه با استبداد محمد علی شاه قاجار است. این سنگ نوشته‌ها علاوه بر شرح وقایع مربوط به فتح اصفهان و تهران و همراهی مجاهدان بختیاری با نهضت مشروطه خواه روحانیت اصفهان به رهبری آیت الله نورالله اصفهانی، مبین جریان‌های فکری سیاسی و اجتماعی حاکم بر جنوب غربی ایران مقارن با اعاده مشروطه دوم و سقوط استبداد صغیر است.